# أرضروم
مدينة أرضُرُّوم أو أرض الروم (أو أرزروم لأن الترك لا يفرقون في النطق بين الضاد والزاي) هي عاصمة محافظة أرضروم وتقع في شمال شرق تركيا. ويبلغ تعداد سكانها حوالي 767,848 نسمة. المدينة بها عدد كبير من الكرد. وسكانها خليط مجتمعي، يتكوّن من الأرمن الهيمشينيين والأرمن اللوميين، الأتراك، الأكراد، والشركس.

## تاريخ المدينة

### التاريخ القديم
وجدت مدينة أرضروم منذ قديم الزمان باسم كارين، وكانت عاصمة مقاطعةٍ بالاسم نفسه خلال حكم ملوك أرمينيا. بعد تقسيم أرمينيا بين الروم والفرس الساسانيين في عام 387 بعد الميلاد وقعت تحت حكم الرومان فحصّنوها وغيّروا اسمها إلى [ثيودوســيوبوليس] (باليونانية: Θεοδοσιούπολις) على اسم الإمبراطور ثيودوس الثاني. ونظراً لأهمّيتها العسكرية وموقعها الإستراتيجي على الحدود الشرقية للروم، كانت محل نزاعٍ شرسٍ بين الفرس والروم. اهتم الإمبراطوران أناستاسيوس الأول ويوستينيانوس الأول بتحصين المدينة وزيادة قدراتها الدفاعية.

## أعلام
- فتح الله كولن
- مصطفى صادق باشا الفوسفوري
- أرمين غارو
- جمال باشا
- جمال كورسل
- نينه خاتون
- مصطفى باشا الزرنائي
- نصرت غوكشيه
- فرانك لينز
- هرقل الأكبر
- حسن تحسين أوزير